# Agongointo-Zoungoudo

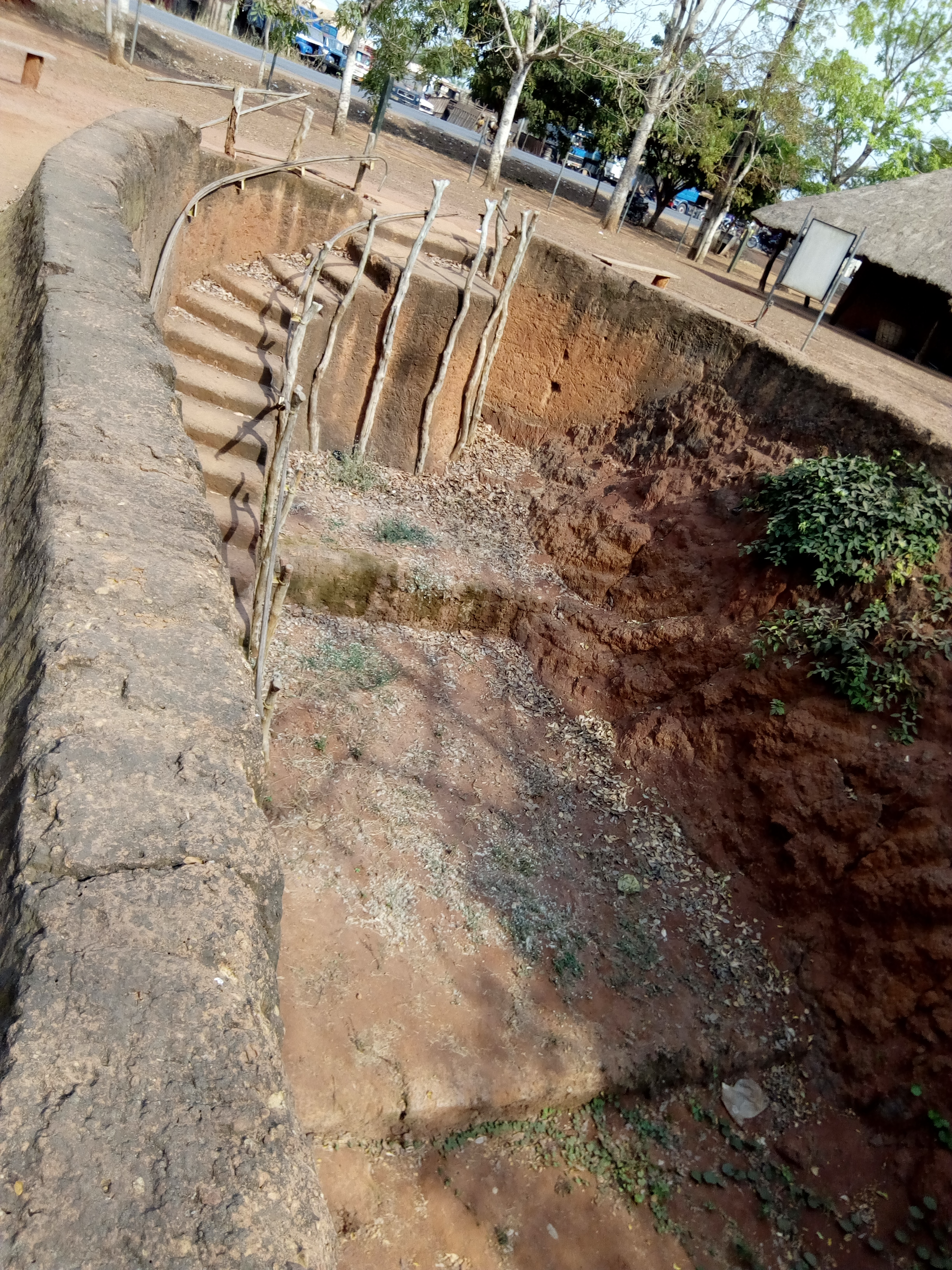
Agongointo-Zoungoudo

Agongointo-Zoungoudo är ett historiskt underjordssamhälle beläget cirka 9 km utanför Abomey i centrala Benin. Staden upptäcktes 1998 av det danska företaget Danida. Platsen består av en serie bunkrar och andra byggnader cirka 10 meter under marknivå, uppenbarligen byggt för att fungera som bostäder och skydd för krigare. Husen verkar ha uppförts på 1500-talet under kung Dako Donus styre, Dahomeys andra kung. Agongointo-Zoungoudo är sedan 19 juni 1998 uppsatta på Benins tentativa världsarvslista.